# Пятая проблема Гильберта
Пятая проблема Гильберта — одна из проблем, поставленных Давидом Гильбертом в его докладе на II Международном Конгрессе математиков в Париже в 1900 году. Пятая проблема Гильберта относится к теории топологических групп преобразований и групп Ли. Для важных частных случаев решения были получены в 1933 и 1934 годах, окончательно решена в 1952 году.

## Формулировка проблемы
Топологическая группа преобразований состоит из топологической группы {\displaystyle G}, топологического пространства {\displaystyle X} и непрерывного действия группы {\displaystyle G} на {\displaystyle X}, которое является непрерывным отображением
{\displaystyle \varphi \colon G\times X\to X,\ (g,x)\to gx,}
обладающим следующими двумя свойствами:
1. {\displaystyle ex=x} для всех {\displaystyle x\in X}, где {\displaystyle e} — единичный элемент из {\displaystyle G},
2. {\displaystyle g(g'x)=(gg')x} для всех {\displaystyle g,g'\in G} и для всех {\displaystyle x\in X}.

Топологическая группа {\displaystyle G} является группой Ли, если {\displaystyle G} — вещественно-аналитическое многообразие, а умножение {\displaystyle \mu \colon G\times G\to G,\ (g,g')\to gg'} — вещественно-аналитическое отображение. Тогда по теореме о неявной функции отображение {\displaystyle \iota \colon G\to G,\ g\to g^{-1}} является вещественно-аналитическим. Если {\displaystyle G} — группа Ли, {\displaystyle X} — вещественно-аналитическое многообразие, а действие {\displaystyle \varphi } группы {\displaystyle G} на {\displaystyle X} — вещественно-аналитическое, то имеем группу вещественно-аналитических преобразований.
Пусть {\displaystyle G} — локально евклидова топологическая группа. Тогда возникает вопрос о том, можно ли всегда снабдить {\displaystyle G} вещественно-аналитической структурой такой, что умножение
{\displaystyle \mu \colon G\times G\to G}
будет вещественно-аналитическим? Этот вопрос, на который впоследствии был дан положительный ответ, и считается сегодня пятой проблемой Гильберта.

## Решение проблемы
Для компактных групп пятая проблема была решена фон Нейманом в 1933 году. Для локально компактных коммутативных групп и некоторых других частных случаев проблему решил Понтрягин в 1934 году. Эти доказательства были получены с помощью результата венгерского математика Альфреда Хаара, который построил на локально компактной топологической группе инвариантную меру.
Центральным пунктом общего доказательства оказался вопрос о существовании «малых» подгрупп в сколь угодно малой окрестности единицы (кроме самой единицы). Группы Ли таких подгрупп не имеют. Значительный вклад в решение внёс Глизон (Глисон), доказавший, что каждая конечномерная локально компактная топологическая группа {\displaystyle G}, которая не имеет малых подгрупп, является группой Ли.
Окончательное решение получено в 1952 году Монтгомери и Циппин, которые доказали, что у локально связной конечномерной локально компактной топологической группы нет малых подгрупп. Поскольку всякая локально евклидова топологическая группа является локально связной, локально компактной и конечномерной, то из этих двух результатов вытекает следующее утверждение.
Теорема. Каждая локально евклидова группа является группой Ли.
Как впоследствии показал Глушков, данная теорема допускает обобщения.
Этот результат часто рассматривают как решение пятой проблемы Гильберта, но поставленный Гильбертом вопрос носил более широкий характер и касался групп преобразований {\displaystyle \varphi \colon G\times X\to X} для случая, когда многообразие {\displaystyle X} не совпадает с {\displaystyle G}.
Ответ на общий вопрос Гильберта в случае топологических непрерывных действий оказался отрицательным даже для тривиальной группы {\displaystyle G=\{e\}}. Существуют топологические многообразия, не имеющие никакой гладкой структуры, а значит, не имеющие и вещественно-аналитической структуры.